# 이승철 (배우)
이승철(한국 한자: 李承哲, 1950년 4월 7일 ~ )은 대한민국의 배우이자 배우 이청아의 아버지로도 잘 알려져 있다.

## 생애
- 이승철은 충청남도 대전시에서 충청남도청 소속 공무원의 아들로 태어남
- 신장 181cm, 체중 85kg 체격에 스포츠를 좋아함
- 중학교 때에는 핸드볼 대표선수 였음
- 유성농업고등학교에 핸드볼 특기자로 진학
- 핸드볼팀 해체로 전주영생고등학교를 거쳐 충남공업고등학교에서 일반 학생으로 졸업.
- 해병대에서 사병으로 군 복무를 함
- 전역 후 충남방적에 3년간 근무하다가 지병 치료차 상경,
- 그곳에서 해병대 선임이었던 연극연출가 이길재를 만나 연극에 입문.[2]

## 학력
- 유성농업고등학교 (전학)
- 전주영생고등학교 (전학)
- 충남공업고등학교 (졸업)

## 출연작

### 영화
- 《그래 가끔 하늘을 보자》 (1990년) - 인표 역
- 《마음의 파수꾼》 (1992년)
- 《영원한 제국》 (1995년) - 서용수 역
- 《침향》 (2000년) - 광호 역
- 《공공의 적》(2002년)
- 《클래식》 (2002년) - 태수 부 역
- 《실미도》 (2003년) - 이병호 역
- 《분신사바》 (2004년) - 김 교장 역
- 《가족》 (2004년) - 주석 친구 2 역
- 《핵분열 가족》 (2004년)
- 《공공의 적 2》 (2005년) - 전직 백 검사 역
- 《청춘만화》 (2006년) - 달래 영화감독 역
- 《후회하지 않아》 (2006년) - 재민 부 역
- 《한반도》 (2006년) - 야당 총재 역
- 《아랑》 (2006년) - 조 소장 역
- 《모두가 걸어가는》 (2006년, 단편) - 백영범 역
- 《일루젼》 (2007년, 단편)
- 《식객: 김치전쟁》 (2010년) - 한국 대통령 역
- 《체포왕》 (2011년) - 현숙 부 역
- 《미스터 주: 사라진 VIP》 (2020년) - 한국 대통령 역
- 《교섭》 (2023년) - 최 장관 역

### 드라마
- 《우리들의 조부님》(1990년, KBS1)
- 《머나먼 쏭바강》 (1993년, SBS) - 중대장 역
- 《천년지애》 (2003년, SBS)
- 《토지》 (2004년, SBS) - 김개주 역
- 《신입사원》 (2005년, MBC) - 마루오카 회장 역
- 《스포트라이트》 (2008년, MBC) - 건설사회장 역
- 《하얀 거짓말》 (2008년, MBC)
- 《닥터 챔프》 (2010년, SBS) - 태릉선수촌장 역
- 《우리가 결혼할 수 있을까》 (2012년, JTBC)
- 《마을》 (2015년, SBS) - 노정탁 회장 역
- 《플레이어》 (2018년, OCN) - 지목현 회장 역
- 《아이템》 (2019년, MBC) - 함홍서 역
- 《왓쳐》 (2019년, OCN) - 무일그룹 회장 정석태 역
- 《머니게임》 (2020년, tvN - 금융위원회 위원장 고상호 역
- 《메모리스트》 (2020년, tvN) - 박기단 역
- 《유별나! 문셰프》 (2020년, 채널A) - 한동길 역
- 《이브》 (2022년, tvN) - 강봉근 역
- 《월수금화목토》 (2022년, tvN) - 강진 역
- 《법쩐》 (2023년, SBS) - 한원철 역
- 《신성한 이혼》 (2023년, JTBC) - 조민정의 아버지 역
- 《남남》 (2023년, ENA) - 박진홍 父 역
- 《효심이네 각자도생》 (2023년, KBS2) - 최 회장 역
- 《아무도 없는 숲속에서》 (2024년, Netflix) - 유 원장 역
- 《지옥에서 온 판사》 (2024년, SBS) - 최 회장 역

### 연극
- 《슈퍼히어로의 탄생》(2022년, 예정) - 팔공산 역

## 수상
- 2001년 연극배우협회 올해의 연극배우상[3]
- 1990년 백상예술대상 인기상[3]
- 1986년 연출가그룹 올해의 연기자상[3]